# Peristylhaus mit dem Dionysosmosaik
Das Peristylhaus mit dem Dionysosmosaik ist ein römisches Wohnhaus, dessen Überreste 1941 beim Ausheben eines Luftschutzkellers, des Dombunkers, in der Nähe des Kölner Doms gefunden wurden.

## Das Haus

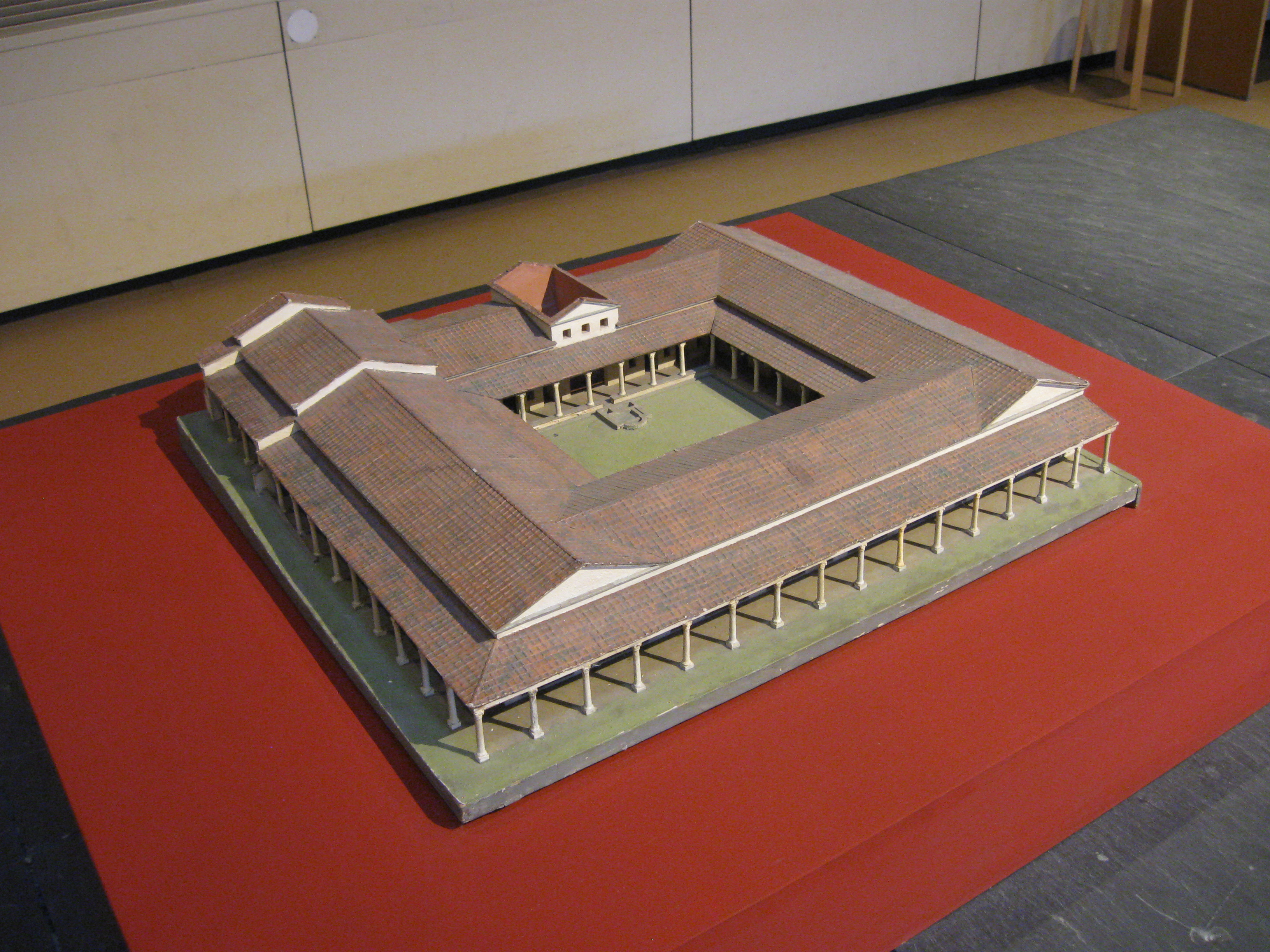
Historisches Modell der repräsentativen römischen Stadtvilla mit dem Dionysos-Mosaik, Römisch-Germanisches Museum Köln

Bekanntheit und Bedeutung des Hauses beruhen vor allem auf dem großen Mosaik, das den Boden des Speisesaals bedeckte und nach seinem zentralen Motiv, dem Lustgott Dionysos, das „Dionysosmosaik“ genannt wird. Aufgrund dieses Fundes beschloss die Stadt Köln, an dieser Stelle das nach der Zerstörung der Stadt im Zweiten Weltkrieg geplante neue Museum für die zurückgekehrten antiken Schätze zu errichten, das heutige Römisch-Germanische Museum. Außerdem gehört das Haus zu den wenigen römischen Häusern der Colonia Claudia Ara Agrippinensium, deren Grundriss weitgehend bekannt ist. Es ist ein Beispiel für ein Haus in den germanischen Provinzen, das in einem eher mediterranen Stil erbaut wurde.
Das große und repräsentative Haus, das einen ganzen Häuserblock (insula) einnahm und eine Fläche von ca. 2500 Quadratmetern bedeckte, war nord-südlich orientiert und lag nah am Rheinufer. Es besaß einen zentralen Garten, das Peristyl, in dem sich auch ein Brunnen befand und um das sich alle Räume des Hauses gruppierten. Die mehr als 20 Zimmer waren vom Garten aus über eine Säulenhalle erreichbar. An der Frontseite des Hauses befanden sich Speicher oder Läden.
Es konnten mehrere Bauphasen unterschieden werden. Das Haus wurde vermutlich in claudischer Zeit (um 50 n. Chr. oder kurz danach) errichtet, die zweite Bauphase datiert wohl um 80 n. Chr. in flavische Zeit. Um 230 n. Chr. wurde das ganze Haus nochmals vollkommen umgestaltet. In dieser Zeit wurde auch in der Mittelachse des Peristyls ein großes Triclinium errichtet, das mit dem Dionysosmosaik geschmückt wurde. Der Raum hatte schon vorher ein Mosaik besessen, das in Resten noch festgestellt werden konnte. Einige andere Räume des Hauses waren ebenfalls mit Mosaiken ausgestattet und teilweise mit Wandmalereien dekoriert, von denen sich aber nur geringe Reste fanden. Einige Räume hatten Hypokausten.
Nachdem etwa zehn Generationen die Stadtvilla ca. 300 Jahre lang genutzt hatten, brannte das Haus im Dezember 355 n. Chr. bei einem Angriff der Franken auf das römische Köln nieder.

## Dionysosmosaik

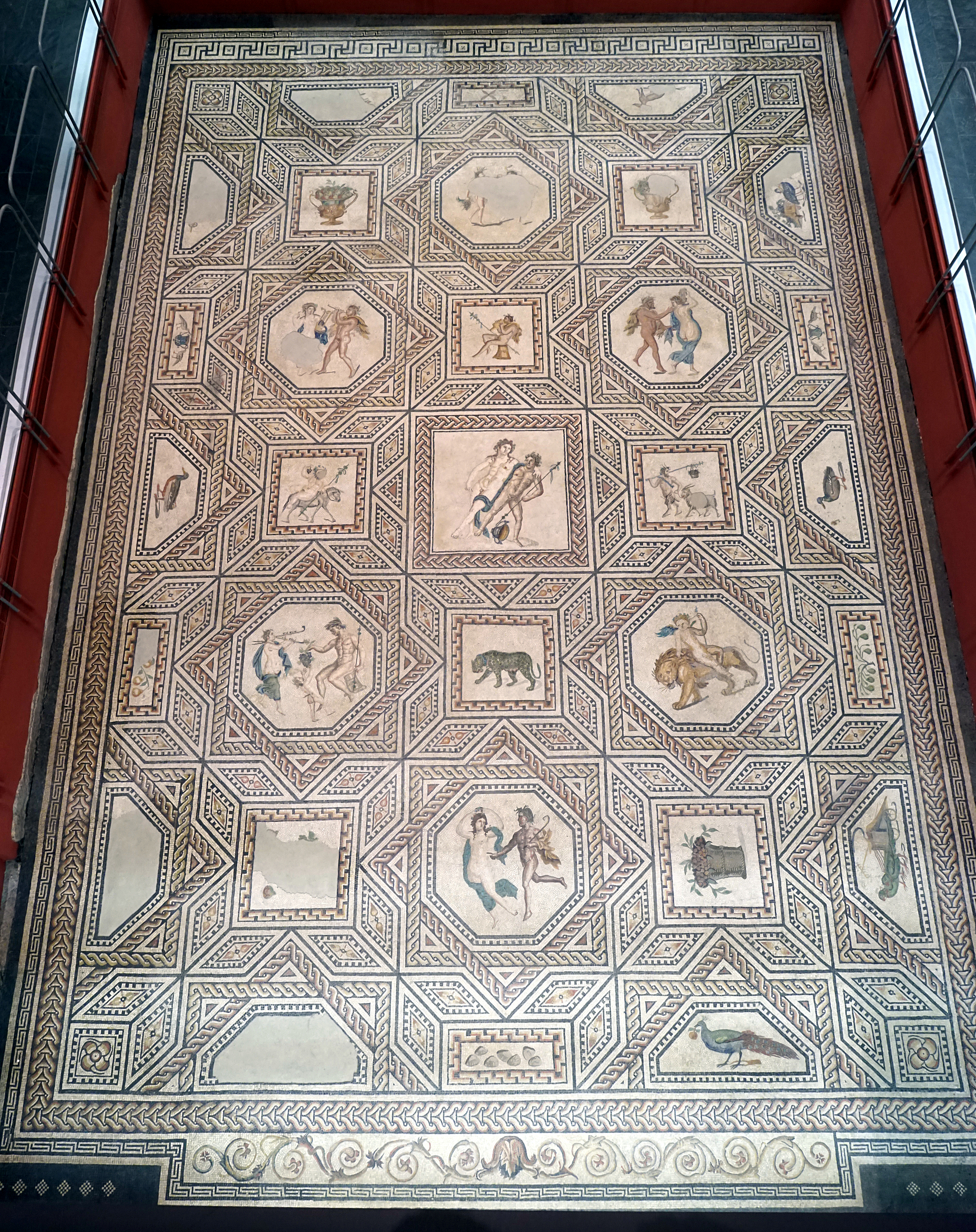
Dionysosmosaik (um 220/230)

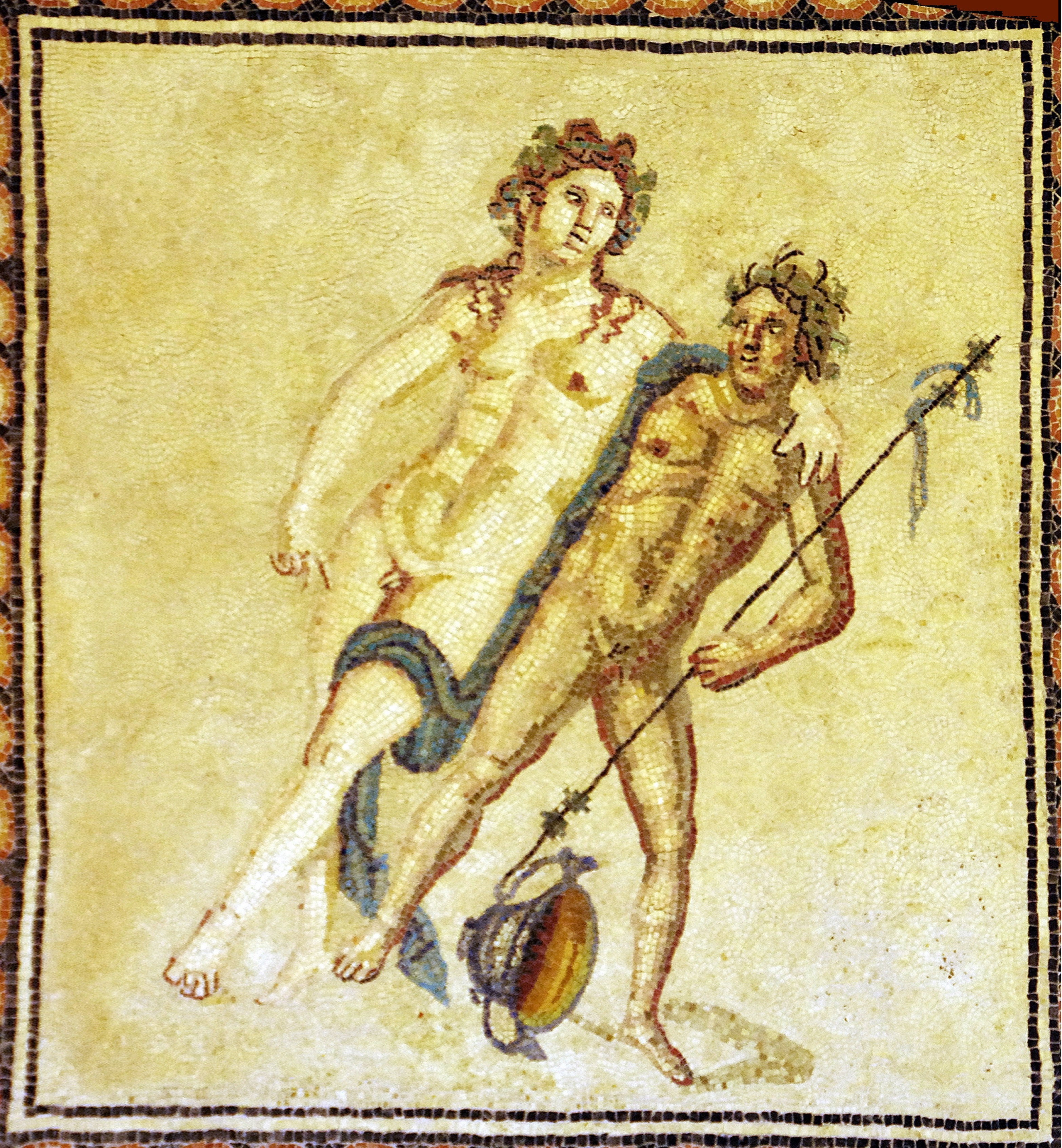
Zentralmotiv des Mosaiks: Dionysos stützt sich auf einen Satyr

Das 70 Quadratmeter große Dionysosmosaik, das dem Haus seinen Namen gab, besteht aus rund 1,5 Millionen Steinchen (tesserae) aus Naturstein, Glas und Ton mit einer Dicke von 9 mm. Es hat 27 mehrfarbige Medaillons. Das zentrale Bildfeld zeigt den angetrunkenen Lustgott, der sich auf einen Satyr stützt. Das Motiv dominiert die geometrische Aufteilung in achteckige und quadratische Medaillons, die Szenen um Dionysos, aber auch Jahreszeiten, Vögel und Früchte zeigen.
Das Mosaik wurde nach der Ausgrabung zum Schutz mit Sand abgedeckt. Es ruht heute auf einer von neun Stützen getragenen Spezialkonstruktion. Ende der 1950er Jahre wurde es aus Schutzgründen und um die Farben frischer wirken zu lassen mit einer Kunstharzschicht überzogen. Das in situ befindliche Mosaik war von Anfang an das zentrale Denkmal des Römisch-Germanischen Museums.
Beim Weltwirtschaftsgipfel 1999 diente der Ausstellungsraum mit dem Mosaik als Speisesaal für die Staats- und Regierungschefs der G8-Staaten. Dabei wurde das Mosaik zum Schutz mit einer schweren Acrylglasplatte abgedeckt. Der Versicherungswert des Mosaiks beträgt 15 Millionen Euro (2007).

## Schäden durch das Orkantief Kyrill 2007

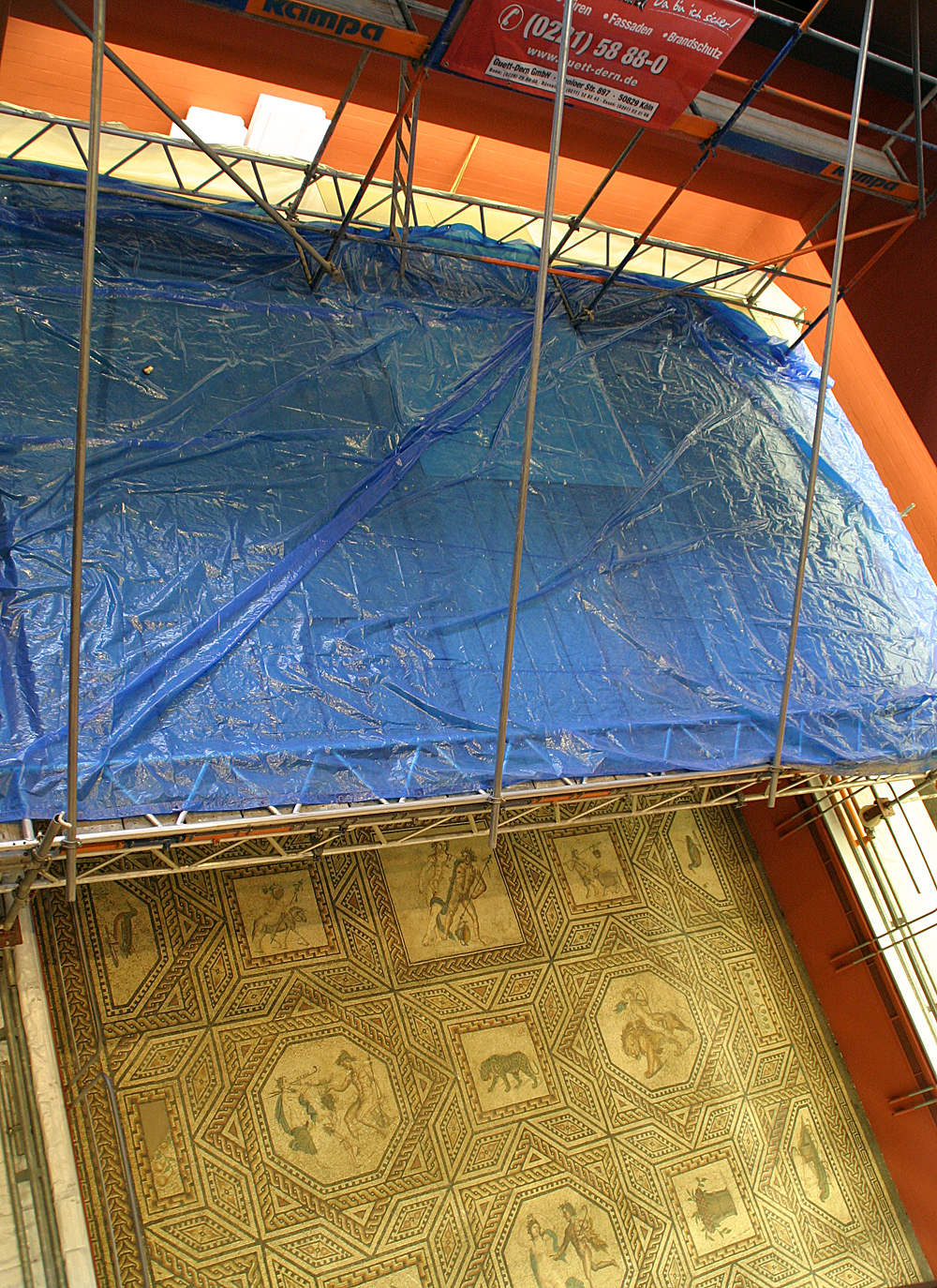
Abdeckung des Mosaiks nach den Orkanschäden

Der Orkan Kyrill riss in der Nacht vom 18. zum 19. Januar 2007 die Holzabdeckung des Brunnens auf der Domplatte los. Die Konstruktion aus bis zu 70 Kilogramm schweren Holzbalken und Brettern wurde von einer Bö erfasst und schlitterte quer über den Roncalliplatz in die Glasfront des Museums, durchschlug die Fensterscheibe, fiel auf das Dionysos-Mosaik und beschädigte es erheblich. Spezialisten vom Nationalmuseum Luxemburg und vom Rheinischen Landesmuseum Bonn begutachteten die Schäden. Zahlreiche Mosaiksteine waren zum Teil ausgebrochen, verschiedene Medaillons beschädigt, jedoch nicht das zentrale Bildmotiv mit dem trunkenen Dionysos selbst. Die für die Restaurierung hinzugezogenen Fachleute, darunter der Erfurter Fachhochschulprofessor Christoph Merzenich vom Fachbereich Konservierung und Restaurierung und zwei Restauratorinnen des renommierten Istituto Superiore per la Conservazione ed il Restauro (ISCR) in Rom, das auch schon 50 Jahre zuvor an der Bergung des Mosaiks mitgewirkt hatte, stellten beim Abklopfen aller 1,5 Millionen Mosaiksteine weitere Schäden fest. An rund 120 Stellen hatten sich tesserae abgelöst bzw. gelockert und wiesen bis zu drei Millimeter tiefe Abschürfungen auf. Besucher des Römisch-Germanischen Museums konnten die nachfolgenden restauratorischen Arbeiten, die im Juli 2008 abgeschlossen wurden, vor Ort beobachten. Der Gesamtschaden an dem Mosaik erreichte eine siebenstellige Summe. Am zweiten Jahrestag des Orkanschadens, dem 18. Januar 2009, wurde die Wiederherstellung mit einem Dionysosfest gefeiert.